# 13e dynastie van Egypte
De 13e dynastie van Egypte is een tijdvak van het oude Egypte. De dynastie heersde ongeveer 153 jaar en maakte deel uit van de tweede tussenperiode.

## Geschiedenis
De 12e dynastie was een stabiele tijd waarin farao's lang leefden en waarvan veel bronnen bekend zijn. De daaropvolgende 13e dynastie was een overgang naar chaos in Egypte, een periode waarin farao's elkaar snel opvolgden en er niet veel en warrige bronnen bestaan. Het lijken de viziers te zijn die het land bijeen hielden. De hoofdstad werd verplaatst naar Memphis en later naar Thebe.
Wat er exact gebeurde in deze tijd is ons slecht overgeleverd. Bronnen afgeleid van het werk van Manetho geven aan, dat in deze periode een zestigtal koningen heersten over Diospolis (Thebe) en dat die 453 jaar regeerden. Volgens huidige inzichten werd het land geregeerd door verschillende families anders dan in de 12e dynastie van Egypte. Sommige van deze farao's werden door concurrerende families uitgewist. In sommige gevallen is bekend dat de farao niet begraven mocht worden in zijn eigen piramide. Doordat de farao's zo snel opvolgden, de warrige bronnen en op elkaar lijkende namen van farao's is het moeilijk om een exacte lijst te maken van opvolging.
De bronnen van opvolging zijn vaak onduidelijk. Sommige koningen hebben wat vreemde koningsnamen zoals Ameny-Antef-Amenemhat, deze namen bevatten de naam van de koning zelf, die van hun vader en vaders-vader. Dit zou dus gelezen moeten worden als Amenemhat VI zoon van Antef, zoon van Ameny (Amenemhat V). Dit helpt het construeren van de opvolging. Men denkt dat Sobekhotep I en Sonbef (of Senebef) broers van elkaar zijn geweest en zonen waren van een zekere Amenemhat. Aangenomen dat Amenemhat III Nimaatra geen zonen had, is dit naar alle waarschijnlijkheid Amenemhat IV Nimaatcheperure geweest.
Diverse andere koningen zijn van niet-koninklijke afkomst zoals Amenemhat V, Sobekhotep II en Khendjer.

### Buitenlands beleid en vreemde heersers
De laatste vijftig jaar van de 13e dynastie werd de macht van de farao steeds minder. De legers die de Levant en Koesj bezet hadden, vertrokken. Hierdoor ontstond een nieuwe staat in Koesj. In het noordoosten van de Nijldelta ontstond er een nieuwe macht bij Tell el-Daba van Kanaanitische koningen. Sommigen egyptologen zien dat als de 14e dynastie van Egypte. Later werden deze Palestijnse koningen veroverd door de "Hyksos"-koningen of de 15e dynastie van Egypte. Rond 1640 v.Chr. werd de 13e dynastie omvergeworpen door de Hyksos.

## Koningsgraven
Alle bekende begrafenis monumenten van de 13e dynastie staan in Memphis. Een aantal van deze monumenten zijn geïdentificeerd als piramides, alleen maar vijf zijn volledig geïnspecteerd en alleen drie laten de namen zien van de koningen.

## Lijst van farao's

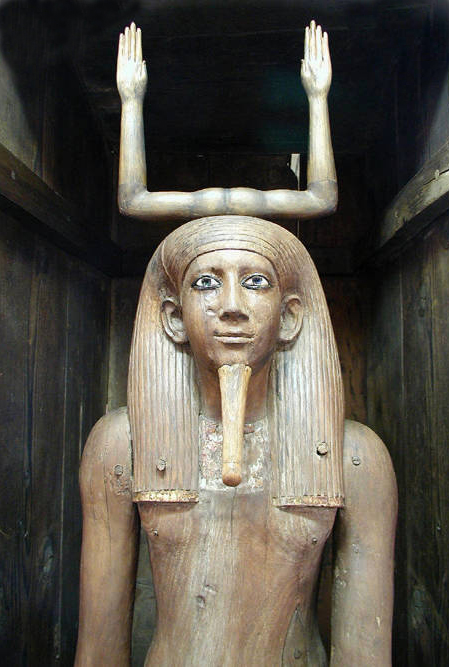
Hor I

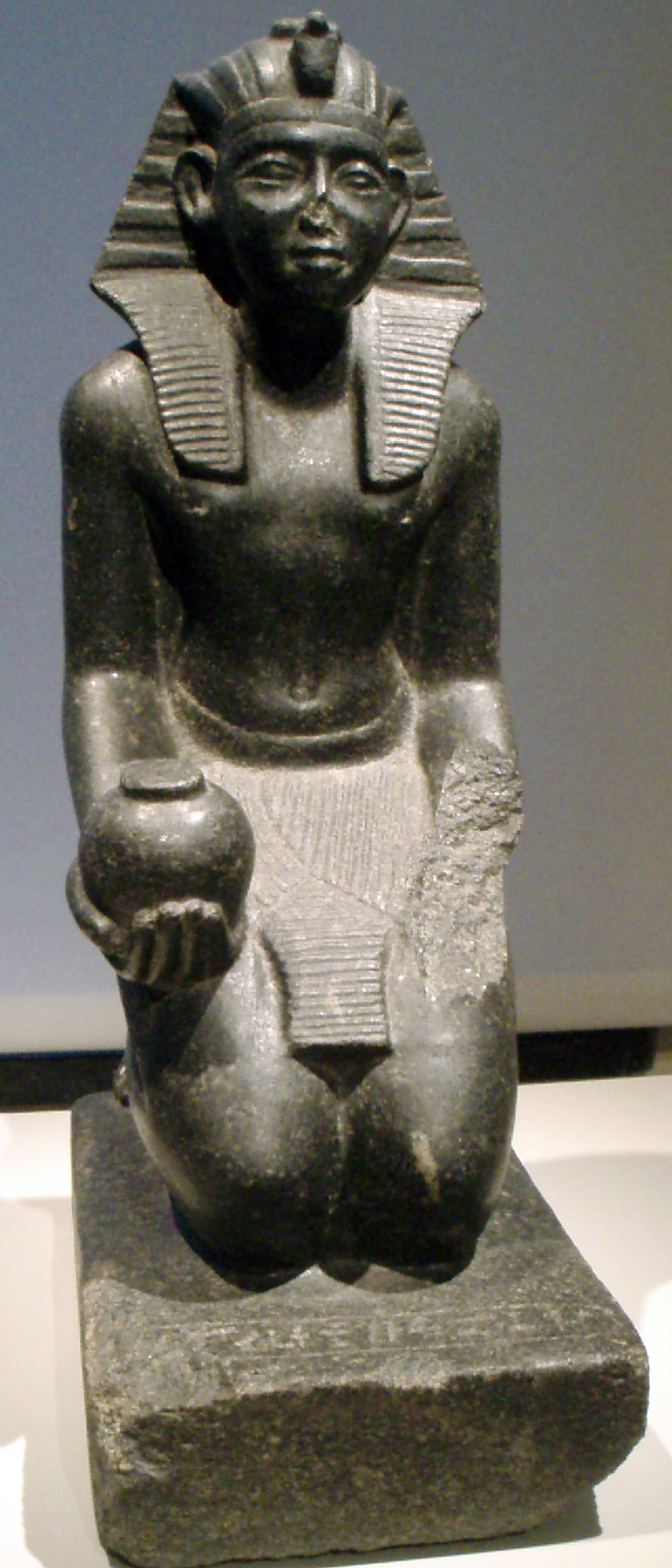
Sobekhotep V

- Wegaf
- Amenemhat V (Sekhemkare)
- Sekhemre-Khutawi
- Ameni-Kemaw
- Amenemhat VI
- Nebnun
- Hornedjheriotef
- Nedjemibre
- Sobekhotep I
- Hor I
- Amenemhat VII
- Sobekhotep II
- Chendjer
- Imiramesha
- Antef IV
- Sobekhotep III
- Neferhotep I
- Sahathor
- Sobekhotep IV
- Sobekhotep V
- Ameniqemau
- Aya
- Mentuemsaf
- Dedumose
- Neferhotep II